# Start-1
Start-1 – rosyjska lekka rakieta nośna powstała na bazie wycofanych z użytku międzykontynentalnych pocisków balistycznych.

## Chronologia startów
1. 25 marca 1993, 13:15 GMT; s/n ?; miejsce startu: Kosmodrom Plesieck (LC158), Rosja
Ładunek: EKA-1; Uwagi: start udany
2. 4 marca 1997, 02:00 GMT; s/n ?; miejsce startu: Kosmodrom Swobodny (LC5), Rosja
Ładunek: Zeja; Uwagi: start udany – wariant Start-1.2
3. 24 grudnia 1997, 13:32 GMT; s/n ?; miejsce startu: Kosmodrom Swobodny (LC5), Rosja
Ładunek: Early Bird; Uwagi: start udany
4. 5 grudnia 2000, 13:32 GMT; s/n ?; miejsce startu: Kosmodrom Swobodny (LC5), Rosja
Ładunek: EROS-A1; Uwagi: start udany
5. 20 lutego 2001, 08:48 GMT; s/n ?; miejsce startu: Kosmodrom Swobodny (LC5), Rosja
Ładunek: Odin; Uwagi: start udany
6. 25 kwietnia 2006, 16:47 GMT; s/n ?; miejsce startu: Kosmodrom Swobodny (LC5), Rosja
Ładunek: EROS-B; Uwagi: start udany